# Friedrich Lang (Politiker, 1778)
Friedrich Lang (* 24. Januar 1778 in Lübeck; † 28. Februar 1859 in Verden) war ein deutscher Jurist und Politiker.
Lang wurde als Sohn des Kaufmanns Friedrich Lang geboren. Er studierte ab 1796 Rechtswissenschaften an der Universität Göttingen und beendete sein Studium 1798 mit der Promotion zum Dr. iur. 
Von 1798 bis 1807 war Lang Besitzer des Gutes Klinken bei Lübeck. 1807 wurde er zum Syndikus des Magistrats der Stadt Verden ernannt, 1810 bis 1811 war er als Prokurator des Zivilgerichts in Verden tätig. Anschließend wechselte er als Advokat nach Bremen, 1813 kehrte er nach Verden zurück, wo er bis 1852 das Amt des Syndikus und des Stadtrichters innehatte. Anschließend arbeitete er bis zu seinem Tod als Oberamtsrichter in Verden.
In den Jahren 1833 bis 1839 sowie von 1848 bis 1852 war Friedrich Lang Mitglied der 2. Kammer der Ständeversammlung des Königreichs Hannover.
Vom 18. Mai 1848 bis zum 29. Januar 1849 vertrat Lang den 17. Hannoverschen Wahlkreis (Verden) in der Frankfurter Nationalversammlung, deren erste Sitzung er als Alterspräsident eröffnete.
| Vorgänger                               | Amt                                                           | Nachfolger                                                                          |
| --------------------------------------- | ------------------------------------------------------------- | ----------------------------------------------------------------------------------- |
| –––– (kein älteres deutsches Parlament) | Alterspräsident der Frankfurter Nationalversammlung 1848–1849 | Leopold von Frankenberg-Ludwigsdorf (Konstituierender Reichstag Norddeutscher Bund) |

| Personendaten    | Personendaten                                                            |
| ---------------- | ------------------------------------------------------------------------ |
| NAME             | Lang, Friedrich                                                          |
| KURZBESCHREIBUNG | deutscher Jurist und Alterspräsident der Frankfurter Nationalversammlung |
| GEBURTSDATUM     | 24. Januar 1778                                                          |
| GEBURTSORT       | Lübeck                                                                   |
| STERBEDATUM      | 28. Februar 1859                                                         |
| STERBEORT        | Verden                                                                   |